# Dichrogaster saharator
Dichrogaster saharator là một loài tò vò trong họ Ichneumonidae.